# Thupten Kunphel-la

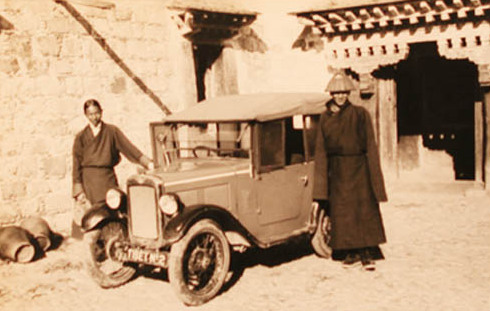
Yuthok Tashi Dhondup et Thupten Kunphel-la avec l'Austin Baby 1927, Mission britannique à Lhassa, 19 septembre 1933.

Thupten Kunphel-la aussi Thubten Kunphel-la (1905 - 22 décembre 1963) est un moine tibétain issu d'une famille d'humbles paysans et devenu conseiller de Thubten Gyatso, le 13e dalaï-lama. Il est un des membres fondateurs du Parti progressiste tibétain. 

## Biographie
En 1931, le 13e dalaï-lama confia le département gouvernemental regroupant la monnaie, l'arsenal et la production électrique, de son nom tibétain Trabshi Lotrü Lekhung (grwa bzhi glog ´khrul las khung) à Thupten Kunphel-la.  
Adepte de la modernité, Kunphel-La importa au Tibet les premières automobiles, une Dodge et deux petites Austin. Il organisa aussi la première séance de projection cinématographique. Comprenant lui aussi l'importance de disposer d'une force armée, il créa un régiment d'élite, le régiment des Trongdra. Jigmé Taring fut enrôlé dans ce régiment.
Il devint l'homme le plus puissant du Tibet, avec qui même les ministres étaient prudents. Il était le seul, avec le 13e dalaï-lama à posséder une voiture. C'était une Austin A40, et quand il conduisait à Lhassa, cela faisait sensation.
En 1932, il fonda le régiment des Trongdra dont les soldats étaient issus des bonnes familles, comme l'indique son nom tibétain. Placé sous le commandement de Yuthok Tashi Dhondup et de Jigmé Taring, des officiers britanniques des Indes les entraînaient à Gyantsé. Gyeten Namgyal, un tailleur de Lhassa, confectionna les uniformes selon les indications d'un tailleur anglais. Thupten Kunphel-la inaugura le régiment en présence du 13e dalaï-lama. Il organisa une séance de cinéma avec l'aide d'un musulman du Ladakh possédant un équipement portatif.   
Après la mort du 13e dalaï-lama, Lungshar, le rival de Thupten Kunphel-la, poussa le régiment des Trongdra, dirigé Thupten Kunphel-la, à la mutinerie.
Lungshar l'accusa ensuite d'avoir, avec la complicité de l'oracle de Nechung et du médecin du dalaï-lama, assassiné Thubten Gyatso. Toutefois, l'assemblée tibétaine admit qu'il n'avait pas été assassiné, mais le bannit de Lhassa pour avoir dissimulé sa mauvaise santé. Il s'installa dans le Kongpo. 